# Matteo di Albano
Matteo di Albano, in latino: Beatus Matteus Sanctae Romanae Ecclesiae Cardinalis Episcopus Albanensis Ordinis Cisterciensis, in francese Mathieu (Champagne-Ardenne, XI secolo – Pisa, 25 dicembre 1135), fu un monaco cistercense francese che divenne vescovo e cardinale.

## Biografia
La sua biografia fu scritta da Pietro il Venerabile.
Appartenente a una nobile famiglia francese, studiò teologia a Laon e quindi entrò nell'Ordine benedettino. Quando l'amico Raoul le Verd nel 1107 divenne arcivescovo di Reims lo raggiunse divenendo canonico del Capitolo della Cattedrale di Reims, per poi trasferirsi nel monastero di Saint-Martin-des-Champs, presso Parigi, nel 1117 come priore, carica che manterrà fino al 1127.
Nel concistoro del 1126 papa Onorio II lo nominò cardinale con il titolo di cardinale vescovo di Albano. Fu più volte legato pontificio in Francia, partecipando a questo titolo al Concilio di Reims del 1128.
Partecipò nel 1129 al Concilio di Troyes, che presiedette quale vicario pontificio.
Partecipò al conclave del 1130 che elesse papa Innocenzo II, che egli accompagnò successivamente nel suo peregrinare in Francia, Spagna, Germania ed Inghilterra, cercando sostegno contro l'antipapa Anacleto II.
Si ritirò quindi nel monastero di San Zenone presso Pisa, ove morì in odore di santità e dove fu sepolto.
È menzionato come beato nei martirologi gallicano e cistercense.